# Staré Město nad Metují
Staré Město nad Metují (německy  Altstadt an der Mettau) je část okresního města Náchod. Nachází se na jihu Náchoda. V roce 2009 zde bylo evidováno 293 adres. V roce 2001 zde trvale žilo 4 167 obyvatel.
Staré Město nad Metují je také název katastrálního území o rozloze 2,01 km².

## Fotogalerie

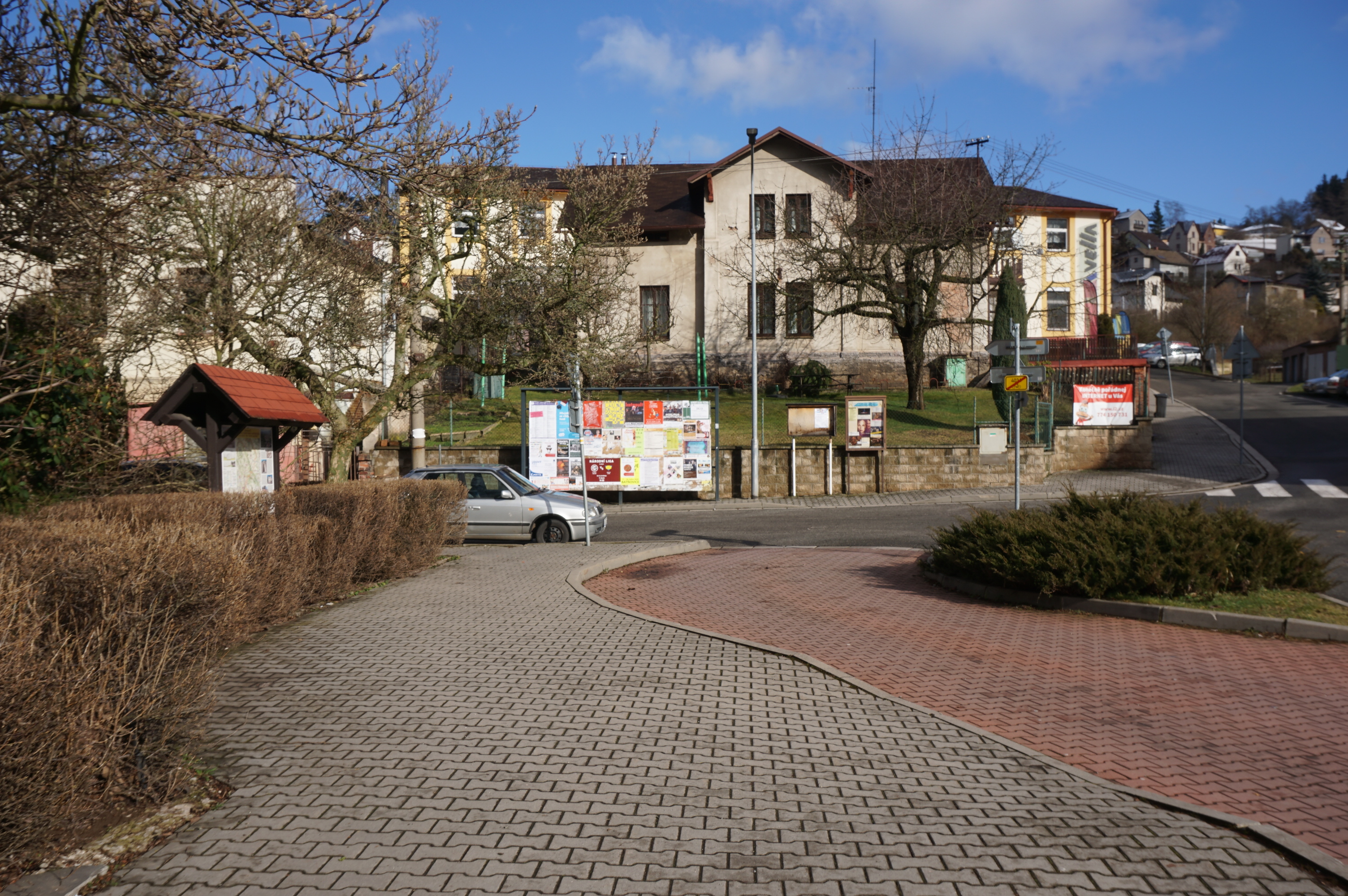
Drtinovo náměstí
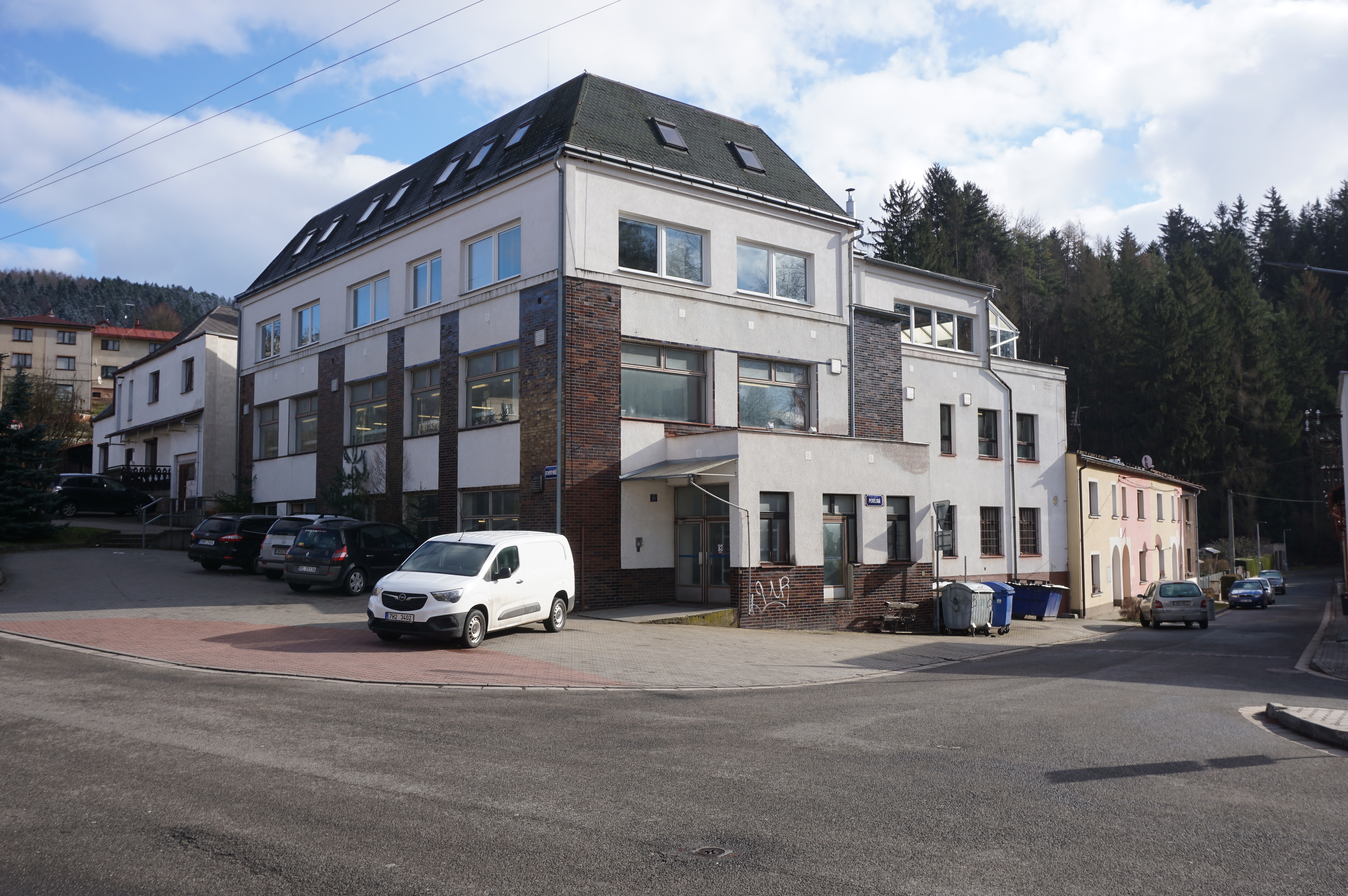
dům čp. 171 na Drtinově náměstí
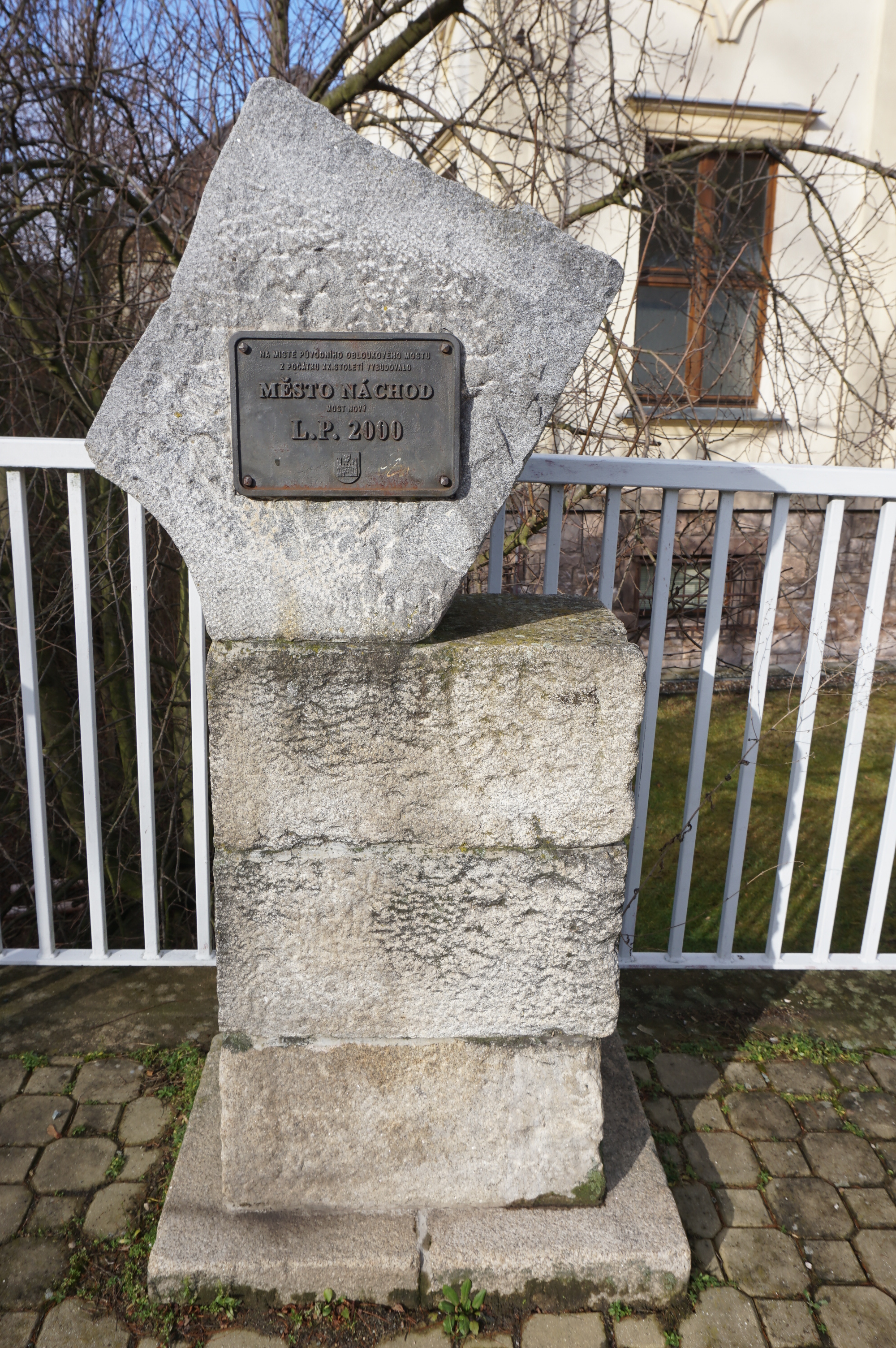
pomník u mostu a školy
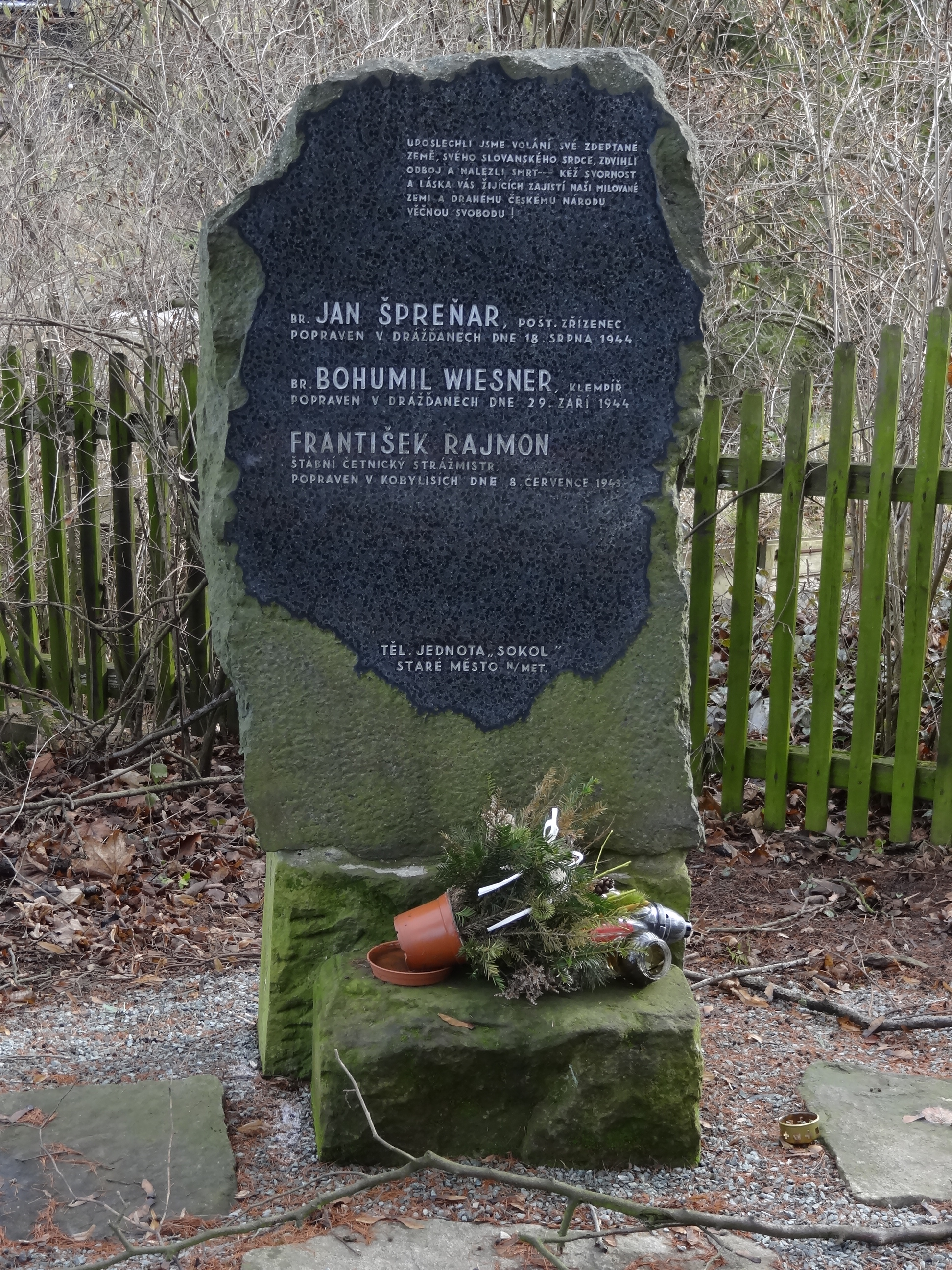
pomník popraveným sokolům (Jan Špreňar, Bohumil Wiesner, František Rajmon) v ulici Odboje
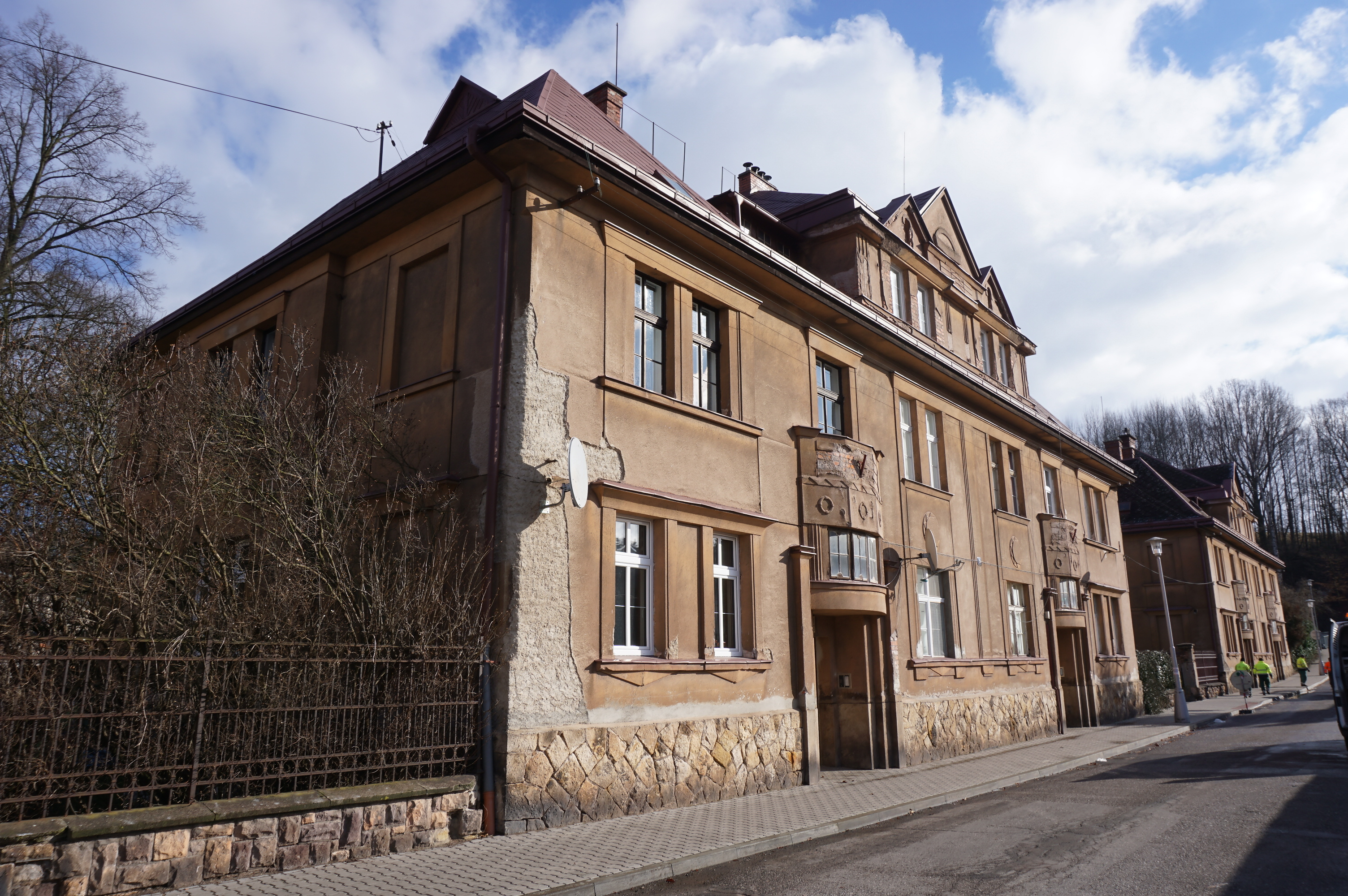
dům čp. 119 v Myslbekově ulici